# Kinbergonuphis dorsalis
Kinbergonuphis dorsalis är en ringmaskart som först beskrevs av Ehlers 1897.  Kinbergonuphis dorsalis ingår i släktet Kinbergonuphis och familjen Onuphidae. Inga underarter finns listade i Catalogue of Life.